# Nguyễn Tiến Long (trung tướng)
Nguyễn Tiến Long (sinh năm 1944 tại Hải Dương) là một sĩ quan cao cấp của Quân đội nhân dân Việt Nam, hàm Trung tướng, nguyên Chính ủy Quân khu 3. Ông nhập ngũ từ tháng 6 năm 1963, đến tháng 12 năm sau thì được kết nạp vào Đảng Cộng sản Việt Nam. Năm 1999, ông được thăng hàm Thiếu tướng và bổ nhiệm làm Phó Tư lệnh Chính trị (Chính ủy) Quân khu 3. Đến năm 2003, ông được thăng hàm Trung tướng. Sau khi về hưu, ông đảm nhiệm Phó chủ tịch Hội Truyền thống, Phó Trưởng ban Thường trực, Ban Liên lạc toàn quốc Quân Tình nguyện và Chuyên gia Việt Nam tại Lào, Phó Chủ tịch Trung ương Hội hữu nghị Việt – Lào.

## Lịch sử thụ phong quân hàm
| Năm thụ phong | 1999        | 2003        |
| ------------- | ----------- | ----------- |
| Quân hàm      |             |             |
| Cấp bậc       | Thiếu tướng | Trung tướng |